# Copa del Rey de baloncesto 2006
La 70.ª edición de la Copa del Rey de baloncesto se disputó en el Palacio de Deportes de la Comunidad de Madrid de Madrid desde el 16 al 19 de febrero de 2006.
Los equipos participantes fueron: Real Madrid C. F., Pamesa Valencia, TAU Cerámica, Akasvayu Gerona, DKV Joventut, Winterthur Barcelona, Unicaja y Gran Canaria.

## Cuadro de partidos
|  | Cuartos de final     | Cuartos de final   |                   |                 | Semifinales   | Semifinales   |  |                 | Final         | Final         |  |
|  | 16 y 17 de febrero   | 16 y 17 de febrero |                   |                 | 18 de febrero | 18 de febrero |  |                 | 19 de febrero | 19 de febrero |  |
|  |                      |                    |                   |                 |               |               |  |                 |               |               |  |
|  |                      |                    |                   |                 |               |               |  |                 |               |               |  |
|  | Pamesa Valencia      | 82                 |                   |                 |               |               |  |                 |               |               |  |
|  | Pamesa Valencia      | 82                 |                   |                 |               |               |  |                 |               |               |  |
|  | Akasvayu Gerona      | 68                 |                   |                 |               |               |  |                 |               |               |  |
|  | Akasvayu Gerona      | 68                 |                   | Pamesa Valencia | 87            |               |  |                 |               |               |  |
|  |                      |                    |                   | Pamesa Valencia | 87            |               |  |                 |               |               |  |
|  |                      |                    | Unicaja Málaga    | 74              |               |               |  |                 |               |               |  |
|  | Unicaja Málaga       | 74                 | Unicaja Málaga    | 74              |               |               |  |                 |               |               |  |
|  | Unicaja Málaga       | 74                 |                   |                 |               |               |  |                 |               |               |  |
|  | Gran Canaria         | 64                 |                   |                 |               |               |  |                 |               |               |  |
|  | Gran Canaria         | 64                 |                   |                 |               |               |  | Pamesa Valencia | 80            |               |  |
|  |                      |                    |                   |                 |               |               |  | Pamesa Valencia | 80            |               |  |
|  |                      |                    | TAU Cerámica      | 85              |               |               |  |                 |               |               |  |
|  | TAU Cerámica         | 92                 | TAU Cerámica      | 85              |               |               |  |                 |               |               |  |
|  | TAU Cerámica         | 92                 |                   |                 |               |               |  |                 |               |               |  |
|  | DKV Joventut         | 72                 |                   |                 |               |               |  |                 |               |               |  |
|  | DKV Joventut         | 72                 |                   | TAU Cerámica    | 87            |               |  |                 |               |               |  |
|  |                      |                    |                   | TAU Cerámica    | 87            |               |  |                 |               |               |  |
|  |                      |                    | Real Madrid C. F. | 75              |               |               |  |                 |               |               |  |
|  | Real Madrid C.F.     | 77                 | Real Madrid C. F. | 75              |               |               |  |                 |               |               |  |
|  | Real Madrid C.F.     | 77                 |                   |                 |               |               |  |                 |               |               |  |
|  | Winterthur Barcelona | 67                 |                   |                 |               |               |  |                 |               |               |  |
|  | Winterthur Barcelona | 67                 |                   |                 |               |               |  |                 |               |               |  |
|  |                      |                    |                   |                 |               |               |  |                 |               |               |  |

## Partidos

### Cuartos de final
| 16 de febrero | Pamesa Valencia                                          | 82–68                                 | Akasvayu Girona                                    | |  |
| 18:30 GTM+1   | Parciales: 19-15, 18-20, 25-15, 20-18                    | Parciales: 19-15, 18-20, 25-15, 20-18 | Parciales: 19-15, 18-20, 25-15, 20-18              | |  |
|               | Estadísticas Avdalović 29 Dikoudis 11 cuatro jugadores 2 | Reporte Pts Reb Asts                  | Estadísticas McDonald 18 Vázquez, Dueñas 5 López 2 | Pabellón: Palacio de Deportes, Madrid Asistencia: 13,400 espectadores Árbitros: J.A. Martín Bertrán, Daniel Hierrezuelo, Redondo |  |

| 16 de febrero | Unicaja                                           | 74–64                                 | Gran Canaria Grupo Dumas                         | |  |
| 21:00 GTM+1   | Parciales: 17-16, 19-19, 21-11, 17-18             | Parciales: 17-16, 19-19, 21-11, 17-18 | Parciales: 17-16, 19-19, 21-11, 17-18            | |  |
|               | Estadísticas Garbajosa 22 Garbajosa 6 Garbajosa 3 | Reporte Pts Reb Asts                  | Estadísticas Savané, Norris 12 Norris 6 Norris 7 | Pabellón: Palacio de Deportes, Madrid Asistencia: 13,400 espectadores Árbitros: Juan Carlos Mitjana, Xavier Amorós, Oscar Perea |  |

| 17 de febrero | TAU Cerámica                                    | 92–72                                 | DKV Joventut                                 | |  |
| 18:30 GTM+1   | Parciales: 27-14, 17-22, 18-19, 30-17           | Parciales: 27-14, 17-22, 18-19, 30-17 | Parciales: 27-14, 17-22, 18-19, 30-17        | |  |
|               | Estadísticas Erdoğan 21 Dávid, Hansen 7 Scola 8 | Reporte Pts Reb Asts                  | Estadísticas Bartoň 16 Archibald 5 Bennett 2 | Pabellón: Palacio de Deportes, Madrid Asistencia: 13,400 espectadores Árbitros: M.A. Pérez Pérez, J.R. García Ortiz, E. Pérez Pizarro |  |

| 17 de febrero | Real Madrid                                   | 77–67                                | Winterthur FC Barcelona                       | |  |
| 21:00 GTM+1   | Parciales: 15-23, 18-18, 19-17, 25-9          | Parciales: 15-23, 18-18, 19-17, 25-9 | Parciales: 15-23, 18-18, 19-17, 25-9          | |  |
|               | Estadísticas Rakočević 22 Reyes 8 Rakočević 4 | Reporte Pts Reb Asts                 | Estadísticas Navarro 16 Marconato 5 Navarro 7 | Pabellón: Palacio de Deportes, Madrid Asistencia: 13,400 espectadores Árbitros: Juan Carlos Arteaga, Fco. De La Maza, Antonio Conde |  |

### Semifinales
| 18 de febrero | Pamesa Valencia                                     | 87–74                                 | Unicaja                                       | |  |
| 17:00 GTM+1   | Parciales: 22-21, 20-18, 23-17, 22-18               | Parciales: 22-21, 20-18, 23-17, 22-18 | Parciales: 22-21, 20-18, 23-17, 22-18         | |  |
|               | Estadísticas Timinskas 23 Timinskas 11 Harrington 4 | Reporte Pts Reb Asts                  | Estadísticas Herrmann 23 Herrmann 5 Cabezas 6 | Pabellón: Palacio de Deportes, Madrid Asistencia: 13,400 espectadores Árbitros: J.A. Martín Bertrán, Daniel Hierrezuelo, Redondo |  |

| 18 de febrero | Real Madrid                                            | 75–87                                 | TAU Cerámica                               | |  |
| 19:30 GTM+1   | Parciales: 15-19, 21-27, 16-23, 23-18                  | Parciales: 15-19, 21-27, 16-23, 23-18 | Parciales: 15-19, 21-27, 16-23, 23-18      | |  |
|               | Estadísticas Bullock, Rakočević 13 Reyes 9 Rakočević 3 | Reporte Pts Reb Asts                  | Estadísticas Erdoğan 22 Scola 9 Prigioni 8 | Pabellón: Palacio de Deportes, Madrid Asistencia: 13,400 espectadores Árbitros: Juan Carlos Mitjana, M.A. Pérez Pérez, Antonio Conde |  |

### Final
| 19 de febrero | Pamesa Valencia                                         | 80–85                                | TAU Cerámica                                | |  |
| 19:00 GTM+1   | Parciales: 8-29, 23-20, 21-17, 28-19                    | Parciales: 8-29, 23-20, 21-17, 28-19 | Parciales: 8-29, 23-20, 21-17, 28-19        | |  |
|               | Estadísticas Dikoudis 26 Dikoudis, Yebra 8 Harrington 4 | Reporte Pts Reb Asts                 | Estadísticas Erdoğan 20 Scola 9 Prigioni 15 | Pabellón: Palacio de Deportes, Madrid Asistencia: 13,400 espectadores Árbitros: Juan Carlos Arteaga, Xavier Amorós, E. Pérez Pizarro |  |

| Campeones de la Copa del Rey 2006 |
| --------------------------------- |
| TAU Cerámica 5.º título           |

## MVP de la Copa
- Pablo Prigioni